# Parantica fumata
Parantica fumata är en fjärilsart som beskrevs av Butler 1866. Parantica fumata ingår i släktet Parantica och familjen praktfjärilar. Inga underarter finns listade i Catalogue of Life.